# Хубар
Хубар — село в Казбековском районе Дагестана.
Является административным центром Хубарского сельсовета.

## География
Село расположено к юго-востоку от районного центра Дылым.
Ближайшие населённые пункты: на северо-востоке — сёла Инчха и Старое Миатли, на северо-западе — село Гостала, на юге — село Гертма, на юго-западе — село Гуни, на юго-востоке — сёла Зубутль и посёлок Дубки.
Рядом с селом находится Сулакский каньон, к лету 2025 году планируется оборудовать удобную смотровую площадку с которой открывается прекрасный вид на каньон.
Климат в селе довольно суровый, зимой температура понижается до минус 17, а летом в самые жаркие дни температура может превысить 36 градусов.

## Население
| 1889  | 1926  | 1939  | 1959 | 1970  | 1989  | 2002  |
| ----- | ----- | ----- | ---- | ----- | ----- | ----- |
| 736   | ↗942  | ↗1016 | ↘834 | ↗1265 | ↘1256 | ↗1713 |
| 2010  | 2021  |       |      |       |       |       |
| ↘1304 | ↗1938 |       |      |       |       |       |

Известный боец села Хубар 
Нурахмаев Шамиль Магомедсаидович 
Двукратный чемпион мира по Боевому самбо, бронзовый призёр чемпионата Европы по дзюдо,  Действующий чемпион ACA

(На данный момент: 2024 г., в селении Хубар проживает около 2000 человек)

## Инфраструктура
В селе функционируют: Хубарская муниципальная казённая общеобразовательная учреждение Хубарская средняя общеобразовательная школа, дом администрации, дом культуры, сельская библиотека, почта. А так же в селе есть 3 мечети, одна из которых Джума мечеть с. Хубар, куда собираются мужчины со всего села на пятничную молитву.
За последние годы благодаря развитию туризма в Дагестане в селении появились такие удобства современной жизни как высокоскоросная сеть wifi, появилась кофейня, в которой можно так же можно заказать пиццу и роллы
Так же в самом селе и в окресностях есть несколько природных родников.
Имеется проблема с тем что в особо дождливые дни дорогу смывает, потому что до сих пор в село не проложен асфальт. Но при этом дороги апперативно востанавливают. Перед поездкой лучше ориентироваться на прогноз погоды, если сильные дожди не предвидятся можно смело ехать.

## История
Наш сегодняшний сюжет посвящён джума-мечети селения Хубар. Оно расположено на восточной окраине Казбековского района Республики Дагестан. Село имеет почти тысячелетнюю историю, в которой значительное место занимает духовная составляющая. Здесь по сей день функционирует мечеть, которая была построена по инициативе великого имама Шамиля.
Мечеть одноэтажная. Потолок культового сооружения держится на многочисленных столбцах, которые в большом количестве расположены в нескольких метрах друг от друга. Внутренние стены мечети украшены прекрасными именами Всевышнего Аллаha.
Сегодня в селе также имеется примечетский мектеб, где желающие обучаются основам религии Ислам.
Стоит отметить, что в селе Хубар также проводится огромная духовно-нравственная работа по всем направлениям. Как отмечает помощник имама, в селе проводятся лекции в образовательных учреждениях и организациях, ведётся просветительская работа с молодёжью, а благотворительный фонд «Инсан» своевременно оказывает помощь нуждающимся.
Одним из источников полезных знаний здесь является газета «Ас-Салам». Сельчане активно подписываются на эту газету, тем самым духовно обогащая свой внутренний мир.
Духовное совершенствование – то, к чему стремятся все верующие. Хвала Всевышнему, сегодня у каждого из нас есть такая возможность.

(Информация взята из сайта https://muftiyatrd.ru/ )